# Regime fluviale

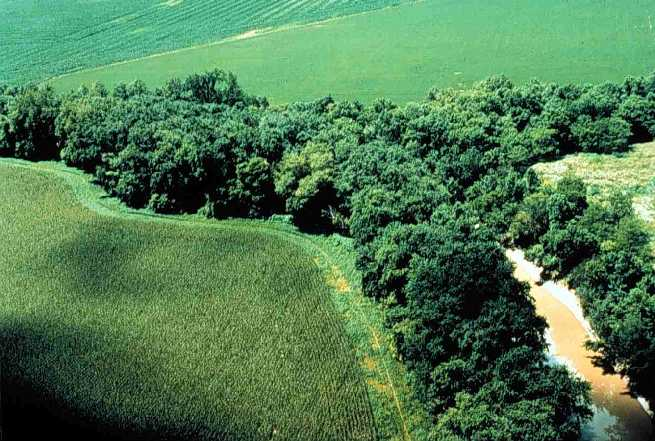
Un ecosistema associato a un corso d'acqua qualsiasi: la zona riparia

Per regime fluviale si possono intendere due caratteristiche riscontrabili in un fiume:
- La variabilità nel suo deflusso superficiale nel corso di un anno in risposta a precipitazioni, temperatura, evapotraspirazione e caratteristiche del bacino di drenaggio[1];
- Una serie di caratteristici rapporti tra scarico e larghezza, profondità e pendenza[2].

## Modello fisico
La relazione che descrive il deflusso di un fiume a sezione rettangolare approssimata è:
{\displaystyle Q={\bar {u}}bh}
dove {\displaystyle Q} è il deflusso volumetrico, {\displaystyle {\bar {u}}} la velocità di flusso, {\displaystyle b} è la larghezza del canale (ampiezza) e {\displaystyle h} è la profondità.
A causa di questa relazione, all'aumentare del deflusso, deve aumentare anche la profondità, la larghezza e/o la velocità media di flusso.
Determinati empiricamente, i rapporti tra profondità, pendenza e velocità sono:
{\displaystyle b\propto Q^{0.5}}
{\displaystyle h\propto Q^{0.4}}
{\displaystyle u\propto Q^{0.1}}
{\displaystyle Q} si riferisce a un "deflusso dominante", che in genere è il flusso di 1-2 anni, anche se c'è una grande dispersione intorno a questa media. Questo è l'evento che causa una significativa erosione e deposizione di detriti e determina la morfologia del canale.
La variabilità di deflusso nel corso di un anno è comunemente rappresentata da un idrogramma con variazioni di portata media mensile tracciate sulla scala temporale annuale. Nell'interpretare tali regimi di deflusso, è importante valutare il fattore di tempo in cui sono stati calcolati i valori medi mensili. È particolarmente difficile stabilire un regime tipico annuale per i fiumi con elevata variabilità interannuale di deflusso mensile e/o cambiamenti significativi nelle caratteristiche di prelievo (ad esempio per influenze tettoniche o introduzione di pratiche di gestione delle acqua).

## Classificazione
Si distinguono tre tipi diversi di regime:
- semplice - una portata massima e minima all'anno,
- misto - due massimi e due minimi all'anno,
- complesso - diversi picchi annuali.

### Regime semplice
Il regime semplice può essere nivale, pluviale o glaciale, in funzione dell'origine dell'acqua.
Glaciale

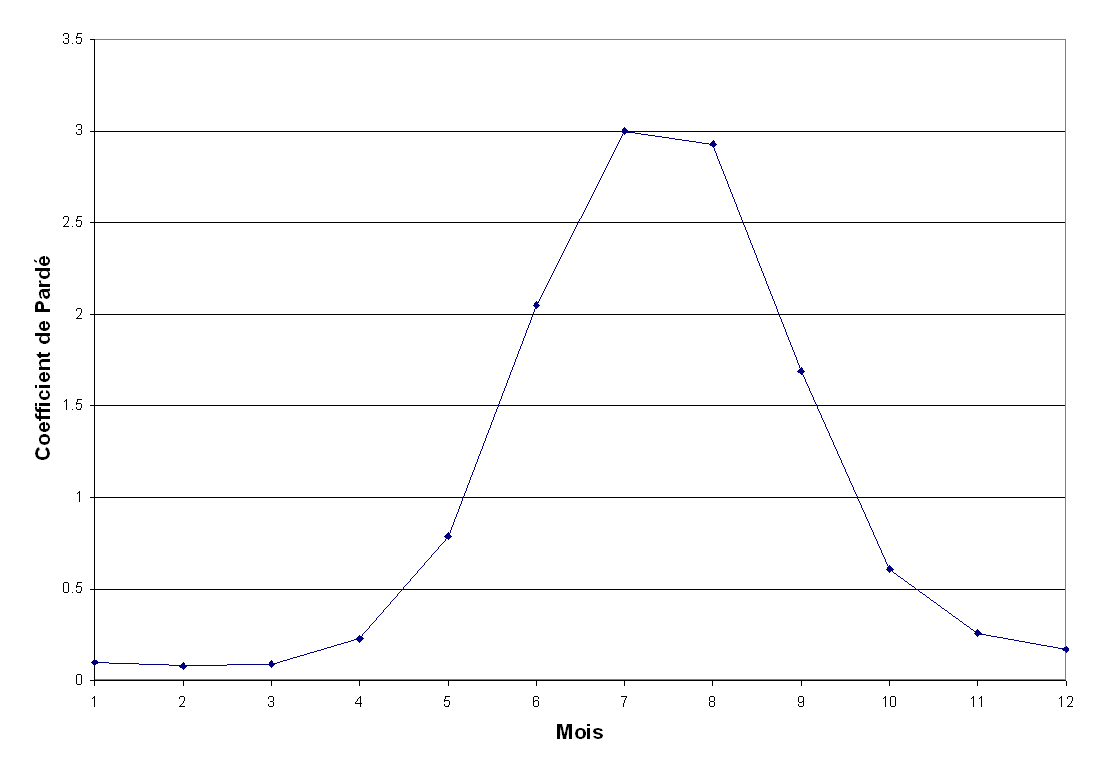
Regime glaciale del Kander (Svizzera)

Il regime glaciale è caratterizzato da:
- deflusso molto elevato in estate dopo la fusione del ghiaccio,
- deflusso molto basso da fine autunno a primavera,
- ampiezza di variazione mensile di scarico superiore a 25 %
- variabilità giornaliera di deflusso molto elevata durante l'anno.

Si trova a quote elevate, superiori a 2500 metri, oppure nelle zone polari. Ad esempio: Rodano a Briga-Glis, oppure la Lena nei pressi della foce.
Nivale
Il regime nivale è simile ad un regime glaciale attenuato, ma la portata massima si verifica in anticipo, indicativamente in giugno. Può essere montano o di pianura. Le caratteristiche del regime nivale di pianura, riscontrabili ad esempio nel Simme a Oberweis, sono:
- breve e violento flusso ad aprile-maggio dopo lo scioglimento massiccio, in primavera, delle nevi invernali,
- grande variabilità giornaliera,
- grande variabilità nel corso dell'anno,
- grande variabilità interannuale.

Pluviale

Regime pluviale-oceanico del fiume Bethune (Francia)

Il regime pluviale è caratterizzato da:
- forti portate in inverno e primavera,
- deflusso ridotto in estate,
- grande variabilità interannuale.

Alle medie latitudini è il regime tipico dei fiumi che scorrono a quote medio-basse (500/1000 metri). Esempio: Senna.
Pluviale tropicale
Il regime pluviale tropicale presenta:
- scarse portate nella stagione fredda e portate abbondanti precipitazioni nella stagione calda,
- il minimo può raggiungere valori molto bassi o addirittura annullarsi,
- grande variabilità di deflusso durante l'anno,
- deflussi relativamente uniformi da un anno all'altro.

### Regime misto
Nivo-glaciale
Il regime nivo-glaciale presenta:

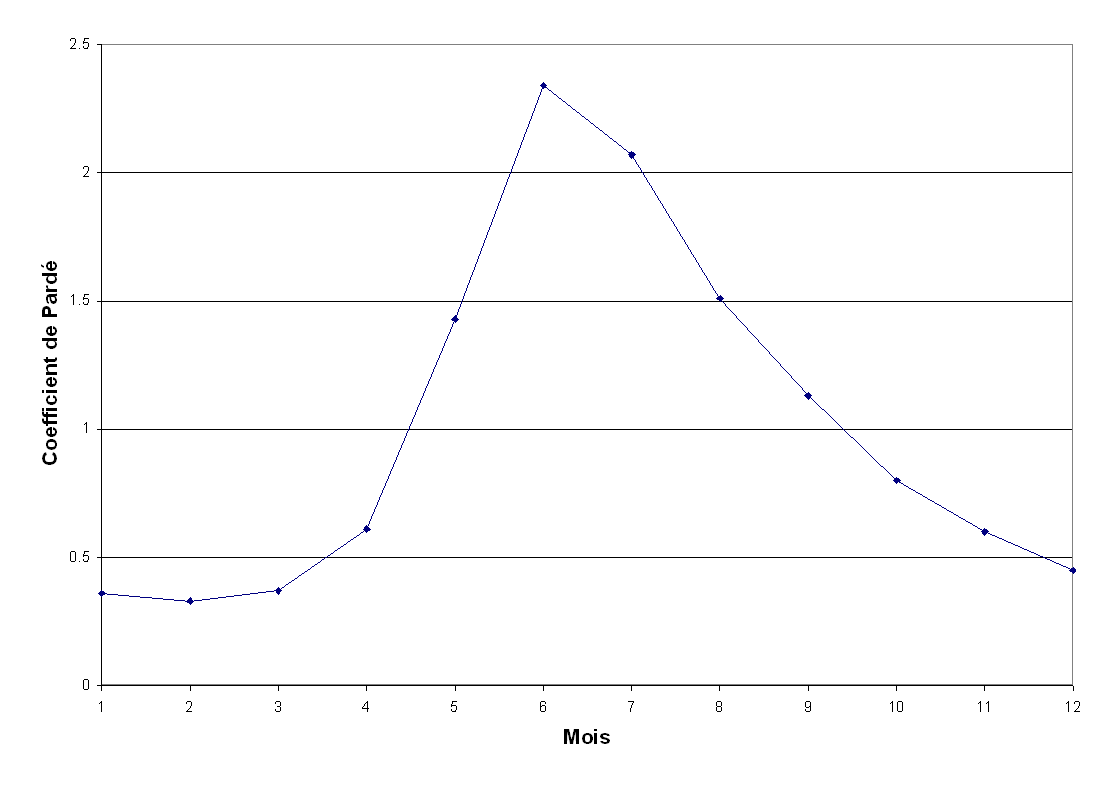
Regime nivo-glaciale dell'Albula (Svizzera)

- un unico vero massimo, che si verifica nella tarda primavera o all'inizio dell'estate (da maggio a luglio nel caso dell'emisfero Nord),
- variazioni diurne relativamente durante la stagione calda,
- variazioni annue significative, ma inferiori a quelle del regime nivale.

Nivale-pluviale
Il regime nivale-pluviale presenta:
- due massimi, il primo in primavera e il secondo in autunno,
- due minimi, attorno ad ottobre e a gennaio,
- significative variazioni interannuali.

Esempio: Issole, Francia
Pluvio-nivale
Il regime pluvio-nivale presenta:
- un periodo di piena nel tardo autunno a causa di abbondanti piogge, seguito da un leggero aumento a causa della neve che si scioglie in primavera,
- un minimo che si verifica in autunno.

Esempio: Mississippi.

### Regime complesso
Il regime complesso è caratteristica dei grandi fiumi, il cui flusso è sensibilmente influenzato dai numerosi affluenti dalle diverse quote, climi ecc. Diminuiscono le piene estreme e aumenta la regolarità della portata media mensile da monte a valle.